# Marsilly (Charente-Maritime)
Marsilly ist eine französische Gemeinde mit 3.185 Einwohnern (Stand: 1. Januar 2022) im Département Charente-Maritime in der Region Nouvelle-Aquitaine. Sie gehört zum Arrondissement La Rochelle und zum Kanton Lagord (bis 2015: Kanton La Rochelle-5). Die Bewohner nennen sich Marsellois(es).

## Geographie
Marsilly liegt etwa acht Kilometer nördlich von La Rochelle an der Atlantikküste. Die Gemeinde liegt knapp außerhalb des Regionalen Naturparks Marais Poitevin, ist mit diesem jedoch assoziiert. Umgeben wird Marsilly von den Nachbargemeinden Esnandes im Norden, Villedoux im Nordosten, Saint-Xandre im Osten und Südosten sowie Nieul-sur-Mer im Süden und Südwesten.

## Bevölkerungsentwicklung
| Jahr      | 1962 | 1968 | 1975 | 1982 | 1990 | 1999 | 2006 | 2012 | 2019 |
| Einwohner | 914  | 1005 | 1467 | 1759 | 1926 | 2203 | 2438 | 2768 | 3130 |

## Sehenswürdigkeiten

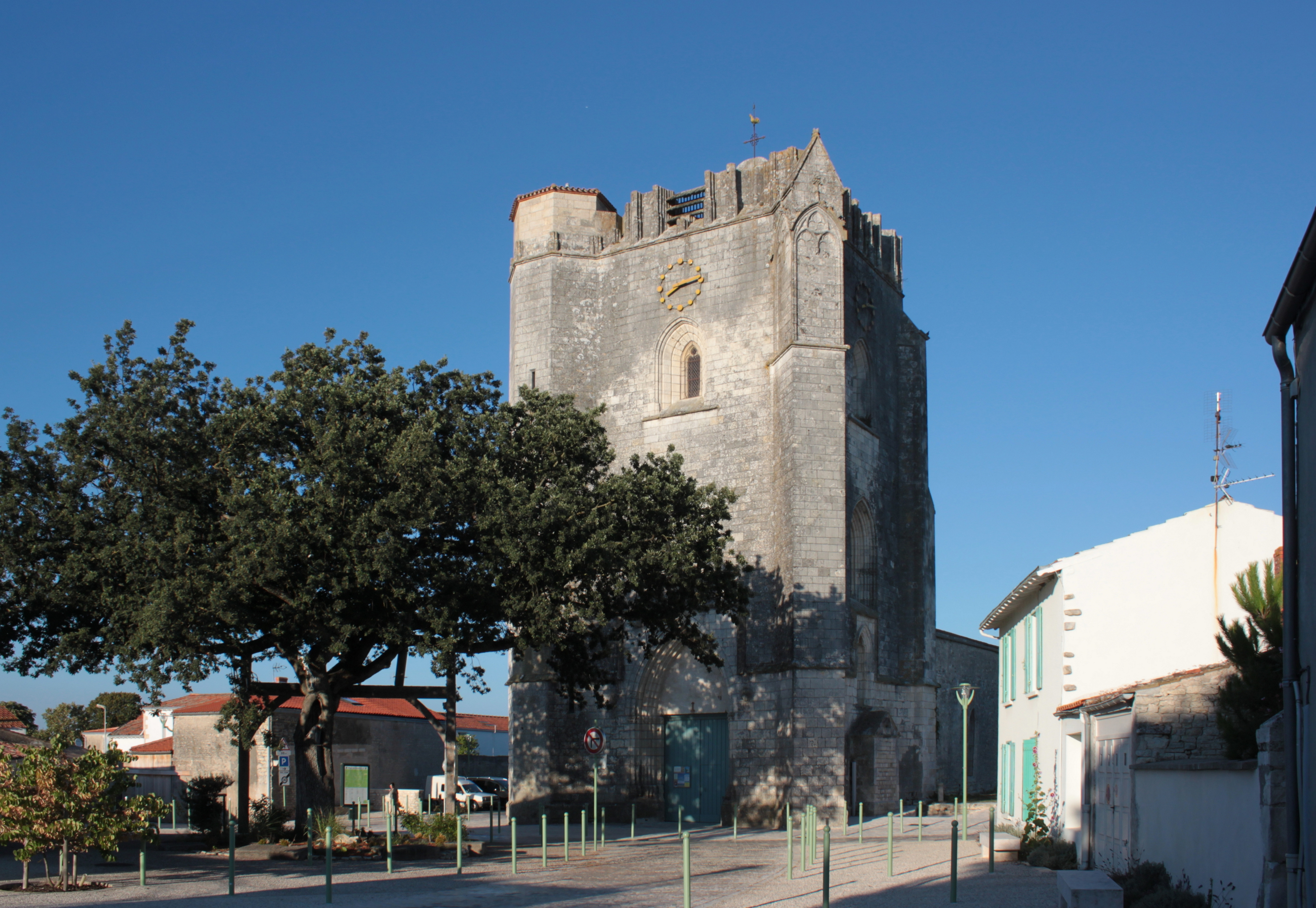
Kirche Saint-Pierre

Siehe auch: Liste der Monuments historiques in Marsilly (Charente-Maritime)
- Kirche Saint-Pierre, ursprünglich Teil einer Priorei des Klosters Saint-Michel-de-l’Herm, nach dem Hundertjährigen Krieg wieder errichtet und befestigt, im 19. Jahrhundert umgebaut, der eindrucksvolle Glockenturm ist seit 1907 Monument historique
- Museum für historische Graffiti
- Gutshof La Rocherdière, Wohnsitz von Georges Simenon in den 1930er Jahren
- Alte Windmühle

## Trivia
Georges Simenon wohnte von 1932 bis 1934 in Marsilly und schrieb in dieser Zeit zahlreiche Romane.